# Sophrops irregularis
Sophrops irregularis är en skalbaggsart som beskrevs av Gilbert John Arrow 1946. Sophrops irregularis ingår i släktet Sophrops och familjen Melolonthidae. Inga underarter finns listade i Catalogue of Life.